# 호리 나오토키
호리 나오토키(일본어: 堀直時, 1616년 ~ 1643년 4월 17일)는 에치고 야스다 번 초대 번주를 지냈다. 나오요리계 지류 호리가 시조.
|  | 제1대 야스다 번 번주 (호리가) 1639년 ~ 1643년 | 후임 호리 나오요시 |